# Gianpaolo Buzzacchino
Gianpaolo Buzzacchino, född 29 november 1999, är en italiensk fäktare som tävlar i värja.

## Karriär
Vid EM 2025 i Genua tog Buzzacchino brons tillsammans med Davide Di Veroli, Matteo Galassi och Andrea Santarelli i lagtävlingen i värja efter att ha besegrat Tyskland i bronsmatchen.